# Bartramidula curta
Bartramidula curta är en bladmossart som beskrevs av Jean Édouard Gabriel Narcisse Paris 1894. Bartramidula curta ingår i släktet Bartramidula och familjen Bartramiaceae. Inga underarter finns listade i Catalogue of Life.